# Claire Carver-Dias
Claire Rhiannon Carver-Dias (Burlington (Ontário), 19 de maio de 1977) é uma nadadora sincronizada canadiana, medalhista olímpica.

## Carreira
Claire Carver-Dias representou seu país nos Jogos Olímpicos de 2000, ganhando a medalha de bronze em Sydney 2000, com a equipe canadense. 